# Everything Everywhere All at Once
Everything Everywhere All at Once is een Amerikaanse absurdistische actiekomedie-dramafilm uit 2022, geschreven en geregisseerd door Daniel Kwan en Daniel Scheinert (gezamenlijk bekend als de "Daniels") en geproduceerd in samenwerking met de Russo Brothers. 
De film gaat over een Chinees-Amerikaanse vrouw (gespeeld door Michelle Yeoh) die wordt gecontroleerd door de belastingdienst en ontdekt dat ze verbinding moet maken met parallelle universa om de  vernietiging van het multiversum te voorkomen. In de film spelen onder andere Stephanie Hsu, Ke Huy Quan, Jenny Slate, Harry Shum jr., James Hong en Jamie Lee Curtis. The New York Times beschreef de film als een "werveling van genre-anarchie" en de film bevat elementen van zwarte komedie, sciencefiction, fantasy, vechtsport en animatie.
Kwan en Scheinert deden al in 2010 onderzoek naar het multiversumconcept en begonnen in 2016 met het schrijven van het scenario. De film was oorspronkelijk geschreven voor Jackie Chan maar werd later bewerkt en de hoofdrol werd aangeboden aan Yeoh. De opnames begonnen in januari 2020 en eindigden in maart toen de coronapandemie de Verenigde Staten bereikte. De filmmuziek is voornamelijk gecomponeerd door Son Lux en bevat samenwerkingen met de muzikanten Mitski, David Byrne, André 3000 en Randy Newman.
Everything Everywhere All at Once ging in première in South by Southwest op 11 maart 2022, kreeg op 25 maart een beperkte bioscooprelease in de Verenigde Staten en ging in première in Nederland op 19 mei en in België op 20 juli. De film kreeg veel lovende recensies en werd geprezen om haar verbeeldingskracht, humor, regie, scenario, montage, production design, visuele stijl, actiescènes en originele behandeling van thema's zoals existentialisme, nihilisme en Aziatisch-Amerikaanse identiteit. De film heeft wereldwijd meer dan 100 miljoen dollar opgebracht, en werd daarmee best-verdienende film voor A24, meer dan Heriditary (2018).

## Plot

### Deel 1:Everything
Evelyn Quan Wang is een Chinees-Amerikaanse immigrante die samen met haar man Waymond een worstelende wasserette runt. De spanningen zijn hoog: de wasserette wordt gecontroleerd door de belastingdienst, Waymond wil scheiden, Evelyns veeleisende vader Gong Gong is net aangekomen uit Hong Kong, en Evelyns lesbische dochter Joy probeert haar moeder zover te krijgen dat ze haar vriendin, Becky, accepteert.
Tijdens een ontmoeting met belastinginspecteur Deirdre Beaubeirdre verandert de persoonlijkheid van Waymond, wanneer zijn lichaam kort wordt overgenomen door Alpha Waymond, een versie van Waymond uit een universum dat hij het "Alphaversum" noemt (Alphaverse). Alpha Waymond legt Evelyn uit dat er veel parallelle universa bestaan, aangezien elke gemaakte keuze een nieuw universum creëert. De mensen uit het Alphaversum, geleid door wijlen Alpha Evelyn, ontwikkelden de 'versumspringen'-technologie (verse-jumping) waarmee mensen toegang hebben tot de vaardigheden, herinneringen en het lichaam van hun tegenhangers in een parallel universum. Nu wordt het multiversum bedreigd door Jobu Tupaki, de versie van Joy in het Alphaversum. Haar geest is versplinterd geraakt nadat Alpha Evelyn haar ertoe had aangezet om uitgebreid te versumspringen; Jobu Tupaki ervaart nu alle universa tegelijk en kan naar gelieven versumspringen en materie manipuleren. Met haar bovennatuurlijke krachten heeft ze een zwartgatachtige "allesbagel" gemaakt, die het multiversum dreigt te vernietigen.
Evelyn leert de versumspring-technologie om zo de volgelingen van Jobu Tupaki te bestrijden, die het belastinggebouw beginnen binnen te dringen. Evelyn hoort van Waymonds plannen om van haar te scheiden en ontdekt andere levens waarin ze andere keuzes heeft gemaakt en zich verder heeft ontwikkeld. Zoals een waarin ze een kungfumeester en filmster is geworden in plaats van China te verlaten met Waymond, die in dit alternatieve universum een succesvol zakenman is geworden. Alpha Waymond begint te geloven dat Evelyn, als de grootste mislukkeling van alle Evelyns in het multiversum, het onbenutte potentieel heeft om Jobu Tupaki te verslaan. Alpha Gong Gong instrueert Evelyn om Joy te doden om zo Jobu Tupaki te bevechten, maar Evelyn weigert haar eigen dochter te vermoorden. Ze besluit dat ze het op moet nemen tegen Jobu Tupaki door dezelfde krachten te krijgen als haar, dus springt ze van universum naar universum en vecht ze tegen Jobu Tupaki's handlangers en Alpha Gong Gongs volgelingen. Na het gevecht wordt Alpha Waymond door Jobu Tupaki gedood en versplintert ook Evelyns geest naar alle universa.

### Deel 2:Everywhere
Evelyn springt naar andere, bizarre universa, waaronder een waarin mensen hotdogs als vingers hebben en ze een romantische relatie heeft met Deirdre, en een andere waar ze samenwerkt met een teppanyakichef Chad, die stiekem door een wasbeer wordt bestuurd (een verwijzing naar de film Ratatouille). Ze komt erachter dat Jobu Tupaki de alles-bagel heeft gemaakt, niet om alles te vernietigen, maar om zichzelf te vernietigen, en dat ze op zoek is naar een Evelyn die haar kan begrijpen. Omdat er zoveel uitgestrekte universa zijn met oneindige chaos, heeft Joby Tupaki het gevoel dat niets er echt toe doet en wil ze het liefste niet meer bestaan.
In andere universa staan de Wangs op het punt de wasserette te verliezen door belastingfouten, loopt de relatie tussen hotdogvinger-Evelyn en Deirdre op de klippen, ontmaskert chef Evelyn de door wasbeer-bestuurde Chad en wijst zakenman Waymond filmster Evelyn af na tientallen jaren uit elkaar te zijn. Evelyn is bijna overtuigd door Jobu Tupaki van de nutteloosheid van het bestaan, na een lange filosofische discussie in verschillende universa. Ze gaat bijna met Jobu Tupaki de alles-bagel in, maar stopt wanneer ze Waymonds smeekbede hoort om te stoppen met vechten, lief voor elkaar te zijn en hoop te hebben, zelfs in een universum waar niets logisch lijk te zijn. Vervolgens verslaat Evelyn Alpha Gong Gong en Jobu Tupaki door haar multiversumkennis te gebruiken en zo te ontdekken wat hen pijn doet en geluk brengt. Evelyn vertelt Jobu Tupaki dat ze niet alleen is en dat ze er altijd voor haar zal zijn. Tupaki keert zich in eerste instantie van Evelyn af, maar keert terug en omhelst haar. Ondertussen, in andere universa, confronteert Evelyn Gong Gong en verzoent ze zich met Waymond en Joy.

### Deel 3:All at once
Het leven van de familie is beter geworden; Becky wordt nu beschouwd als een deel van de familie en Waymond en Evelyn hebben voor het eerst sinds lange tijd een romantisch moment. Ze keren terug naar het belastinggebouw voor een tweede kans om hun belastingaangifte in te dienen. Terwijl Deirdre praat, wordt Evelyns aandacht even getrokken door haar alternatieve versies en het multiversum, maar daarna richt ze zich weer op haar 'thuisuniversum'. Even lijkt het of de belastingproblemen eindelijk zijn opgelost, maar vlak voor het einde laat Deirdre weten dat er toch weer iets mis te zijn. Desondanks kijkt Evelyn tevreden om zich heen.

## Rolverdeling
| Acteur           | Personage                                                                           |
| ---------------- | ----------------------------------------------------------------------------------- |
| Michelle Yeoh    | Evelyn Quan Wang, een ontevreden en overweldigde wasserette-eigenaar                |
| Stephanie Hsu    | Joy Wang / Jobu Tupaki, Evelyns dochter en een bedreiging voor het multiversum      |
| Ke Huy Quan      | Waymond Wang, de zachtmoedige en maffe echtgenoot van Evelyn                        |
| James Hong       | Gong Gong (Chinees: 公公, "grootvader van moeders kant"), Evelyns veeleisende vader |
| Jamie Lee Curtis | Deirdre Beaubeirdre, een belastinginspecteur                                        |
| Jenny Slate      | Debbie the Dog Mom, een wasseretteklant                                             |
| Harry Shum jr.   | Chad, een teppanyaki-chef die samen met Evelyn in een alternatief universum werkt   |
| Tallie Medel     | Becky Sregor, Joys vriendin                                                         |
| Randy Newman     | Stem van Raccacoonie, een verwijzing naar de Pixar-animatiefilm Ratatouille (2007)  |

## Prijzen en nominaties
De belangrijkste:
| Jaar | Prijs                 | Categorie                  | Genomineerde(n)                 | Uitslag     |
| ---- | --------------------- | -------------------------- | ------------------------------- | ----------- |
| 2023 | Academy Award (Oscar) | Beste film                 | Beste film                      | Gewonnen    |
| 2023 | Academy Award (Oscar) | Beste regie                | Daniel Kwan en Daniel Scheinert | Gewonnen    |
| 2023 | Academy Award (Oscar) | Beste vrouwelijke hoofdrol | Michelle Yeoh                   | Gewonnen    |
| 2023 | Academy Award (Oscar) | Beste mannelijke bijrol    | Ke Huy Quan                     | Gewonnen    |
| 2023 | Academy Award (Oscar) | Beste vrouwelijke bijrol   | Jamie Lee Curtis                | Gewonnen    |
| 2023 | Academy Award (Oscar) | Beste vrouwelijke bijrol   | Stephanie Hsu                   | Genomineerd |
| 2023 | Academy Award (Oscar) | Beste originele scenario   | Daniel Kwan en Daniel Scheinert | Gewonnen    |
| 2023 | Academy Award (Oscar) | Beste montage              | Paul Rogers                     | Gewonnen    |
| 2023 | Academy Award (Oscar) | Beste originele muziek     | Son Lux                         | Genomineerd |
| 2023 | Academy Award (Oscar) | Beste originele nummer     | "This Is a Life"                | Genomineerd |
| 2023 | Academy Award (Oscar) | Beste kostuumontwerp       | Shirley Kurata                  | Genomineerd |